# عائلة روتشيلد
عائلة روتشيلد (تُلفظ بالألمانية: [ˈʁo:t.ʃɪlt]) هي عائلة يهودية ثرية أصلها من فرانكفورت، تأسست على يد ماير أمشيل روتشيلد (1744-1812)، وهو مستشار مالي كان يعمل لدى لاندغريفية هسن كاسل في مدينة فرانكفورت الحرة والإمبراطورية الرومانية المقدسة وأسس عمله المصرفي في القرن الثامن عشر. على عكس معظم يهود المحاكم الذين سبقوه، تمكن روتشيلد من تأسيس عائلة مصرفية دولية وتوريث ثروته لأبنائه الخمسة الذين أسسوا نشاطات تجارية في لندن وباريس وفرانكفورت وفيينا ونابولي. ترقت العائلة إلى مرتبة العائلات النبيلة في الإمبراطورية الرومانية المقدسة والمملكة المتحدة. يبدأ تاريخ العائلة الموثق في القرن السادس عشر في فرانكفورت. اشتق اسمها من منزل العائلة (روتشيلد) الذي بناه إسحاق إلشانان باشاراش في فرانكفورت عام 1567.
خلال القرن التاسع عشر، امتلكت عائلة روتشيلد أكبر ثروة خاصة في العالم وكذلك في تاريخ العالم الحديث. تراجعت ثروة العائلة خلال القرن العشرين وتم تقسيمها بين العديد من أجيال الأبناء والأحفاد، تغطي اهتماماتهم اليوم مجموعة متنوعة من المجالات بما في ذلك الخدمات المالية والعقارات والتعدين والطاقة والزراعة وصناعة النبيذ والمنظمات غير الربحية، تزين مبانيهم المناظر الطبيعية في شمال غرب أوروبا.
تُثار وبشكل متكرر المواضيع التي تتحدث عن علاقة عائلة روتشيلد بنظريات المؤامرة، لكن العديد من هذه المواضيع نشأت من أصول معادية للسامية.

## نبذة
يعتبر إسحاق إلشانان روتشيلد المولود عام 1577 هو أول فرد في العائلة عرف باستخدام اسم "روتشيلد". اسم العائلة مشتق من الكلمة الألمانية zum rothen Schild (مع التهجئة القديمة "th")، والتي تعني "الدرع الأحمر"، في إشارة إلى المنزل الذي عاشت فيه الأسرة لعدة أجيال (في تلك الأيام، لم تكن المنازل تحدد  بالأرقام، ولكن من خلال لافتات تعرض رموزًا أو ألوانًا مختلفة). لا يزال من الممكن حتى اليوم رؤية الدرع الأحمر في وسط شعار النبالة لروتشيلد. بدأ صعود العائلة إلى الشهرة العالمية في عام 1744، مع ولادة ماير أمشيل روتشيلد في فرانكفورت في ألمانيا. كان ماير هو ابن أمشيل موسى روتشيلد (ولد حوالي عام 1710)، وهو صراف كان يتاجر مع لاندغراف هسن. وُلِد ماير في حي اليهود في فرانكفورت، وطوّر بيتًا للتمويل ونشر إمبراطوريته عن طريق تثبيت كل من أبنائه الخمسة في المراكز المالية الأوروبية الخمسة الرئيسية لممارسة الأعمال التجارية. يحتوي شعار النبالة لروتشيلد على قبضة مشدودة بخمسة سهام ترمز إلى السلالات الخمس التي أسسها أبناء ماير روتشيلد الخمسة، في إشارة إلى المزمور 127 في الكتاب المقدس الذي يقول: "مثل السهام في يد المحارب، هكذا أبناء الشباب". كتب تحت الشعار أسفل الدرع ثلاث كلمات: كونكورديا، إنتيجريتاس، إندوستريا والتي ترمز إلى الوحدة، النزاهة، الصناعة.

## تأسيس العائلة
قام تاجر العملات القديمة ماجيراشيل (أمشيل) روتشيلد عام 1821 م بتنظيم العائلة ونشرها في خمس دول أوروبية، حيث أرسل أولاده الخمسة إلى إنجلترا، وفرنسا، وإيطاليا، وألمانيا، والنمسا، فقد استدعى أمشيل (ماجيراشيل) روتشيلد أولاده الخمسة وأوكل لهم مهمة العمل في أهم بلدان العالم آنذاك، كما قام بتأسيس مؤسسة مالية لكل فرع للعائلة في تلك الدول مع تأمين ترابط وثيق بينها، فقد وضع قواعد تسمح بتبادل المعلومات ونقل الخبرات بسرعة عالية بين هذه الفروع مما يحقق أقصى درجات الفائدة والربح. وكانت ألمانيا من نصيب (أتسليم) والنمسا من نصيب (سالمون) وحاز (ناتان) على بريطانيا و (جيمز) على فرنسا أما (كارل) فكان الفاتيكان من نصيبه، وأخبرهم أبوهم بأن القيادة السرية قد اتخذت قراراً بتسليم القيادة لواحد منهم يطلعون على اسمه فيما بعد.
كما وضع قواعد صارمة لضمان ترابط العائلة واستمرارها فكان الرجال لا يتزوجون إلا من يهوديات، ولابد أن يكنَّ من عائلات ذات ثراء ومكانة.
بينما تسمح القواعد بزواج البنات من غير اليهود، وذلك على أساس أن معظم الثروة تنتقل إلى الرجال، وبالتالي تظل الثروة في مجملها في أيد يهودية.

## الحروب النابليونية
كانت عائلة روتشيلد تمتلك ثروة كبيرة قبل بداية الحروب النابليونية (1803-1815)، وقد كانت هذه الأسرة متفوقة في مجال تجارة السبائك في ذلك الوقت. من لندن عام 1813 إلى عام 1815، كان لـ ناثان ماير روتشيلد دورٌ فعال في تمويل المجهود الحربي البريطاني بمفرده تقريبًا، إذ نظم شحنة السبائك إلى جيوش آرثر ويلزلي في جميع أنحاء أوروبا، بالإضافة إلى دفع الإعانات المالية البريطانية إلى حلفائهم. في عام 1815 قدم روتشيلد 9.8 مليون جنيه إسترليني (نحو 566 مليون جنيه إسترليني في عام 1815، وما يعادل 717 مليون يورو أو 869 مليون دولار أمريكي اليوم) إلى قروض الإعانة للدول المتحالفة مع بريطانيا.
ساعد الإخوة في تنسيق أنشطة روتشيلد في جميع أنحاء القارة، وطورت الأسرة شبكة من الوكلاء لنقل الذهب عبر أوروبا التي مزقتها الحرب. كان على العائلة أيضًا تزويد ناثان روتشيلد مرارًا وتكرارًا بالمعلومات السياسية والمالية قبل بقية أقرانه، وهذا ما منحه ميزة في الأسواق وجعل من منزل روتشيلد أكثر قيمة بالنسبة للحكومة البريطانية.
مكَّنت شبكة العائلة ناثان من تلقي أخبار انتصار ويلينغتون في معركة واترلو في لندن قبل يوم كامل من إعلان الرسائل الرسمية للحكومة. لكن لم تكن الفوائد المالية المحتملة من ضمن اهتمامات روتشيلد الأولى؛ فأخذ الأخبار على الفور إلى الحكومة. ووفقًا لحسابات ناثان روتشيلد فإن الانخفاض المستقبلي للاقتراض الحكومي الذي أحدثه السلام سيخلق ارتدادًا في سندات الحكومة البريطانية بعد استقرار يدوم لمدة عامين، والذي سينهي إعادة هيكلة الاقتصاد المحلي بعد الحرب. اشترى ناثان على الفور سوق السندات الحكومية ثم انتظر لمدة عامين وباع السندات في السوق عام 1817 للحصول على ربح 40%. ووُصف هذا التصرف بأنه واحد من أكثر التحركات جرأةً في التاريخ المالي، إذ بدا في ذلك الوقت سعرًا مرتفعًا للغاية. وبالنظر إلى القوة المالية الهائلة التي كانت تحت تصرف عائلة روتشيلد، كان هذا الربح مبلغًا ضخمًا.
بدأ ناثان ماير روتشيلد عمله في مانشستر عام 1806 ونقله تدريجيًا إلى لندن، وحصل عام 1809 على مكان في سانت سويثين لين، مدينة لندن، وأسس شركة روتشيلد وشركاؤه في عام 1811. وفي عام 1818، دبّر روتشيلد قرضًا بقيمة 5 ملايين جنيه إسترليني (أي ما يعادل 370 مليون جنيه إسترليني في عام 2019) للحكومة البروسية، وشكّل إصدار السندات للقروض الحكومية الدعامة الأساسية لأعمال مصرفه. لقد اكتسب مركزًا قويًا في مدينة لندن وبحلول عام 1825-1826 تمكّن من توفير ما يكفي من المال لبنك إنجلترا حتى استطاع تجنب أزمة سيولة في السوق.

## التمويل الدولي العالي

شعار عائلة روتشيلد

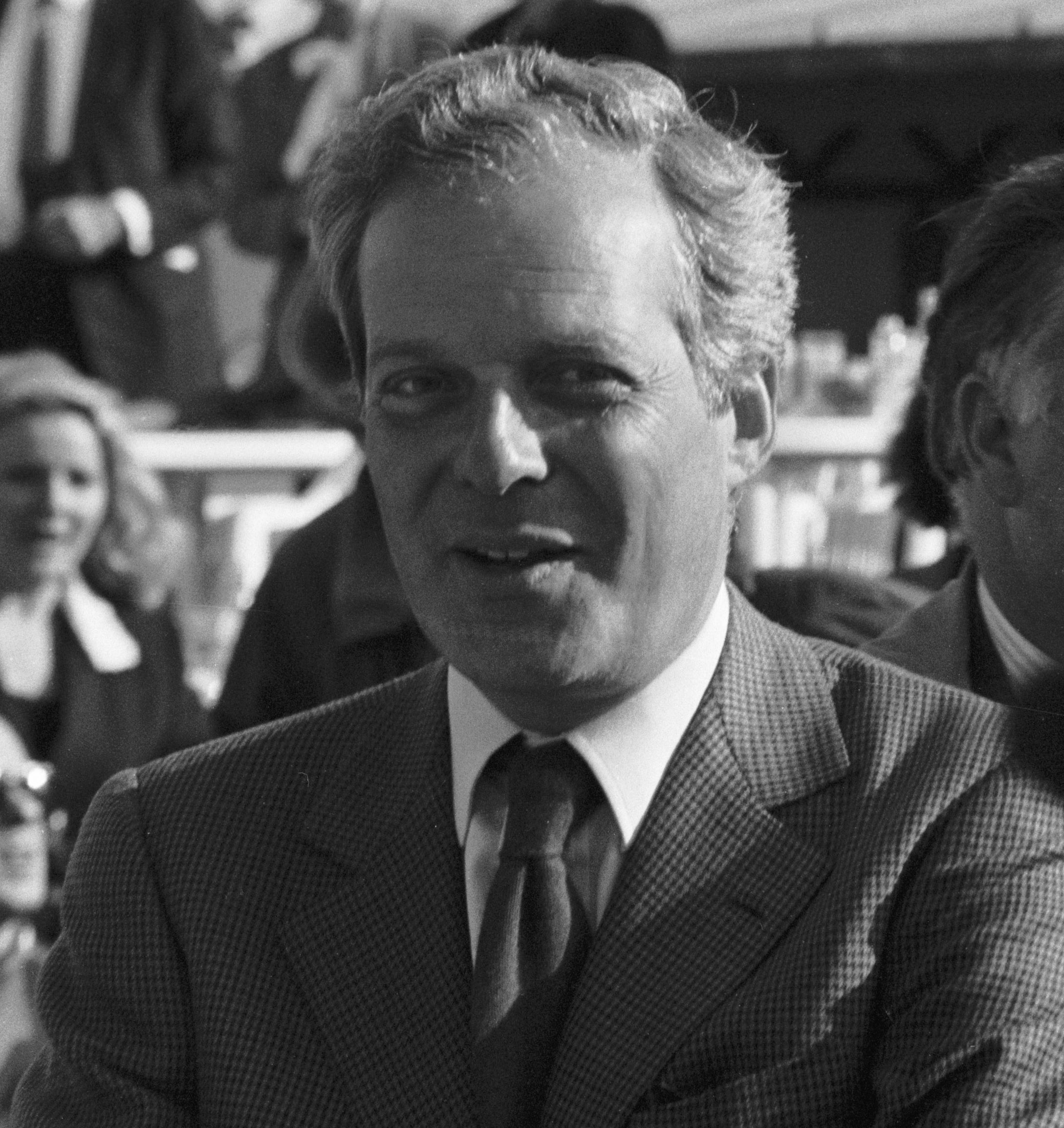
البارون ديفيد رينيه دي روتشيلد، رئيس مجلس الإدارة الفرنسية الحالية للروثتشايلد وأولاده وسابقا لشركة دي بيرز

كانت شركات روتشيلد المصرفية العائلية رائدة في مجال التمويل الدولي المرتفع خلال نشوء النظام الصناعي في أوروبا وكانت مفيدة في دعم أنظمة السكك الحديدية في جميع أنحاء العالم وفي التمويل الحكومي المعقد لمشاريع كبيرة مثل قناة السويس. اشترت الأسرة خلال القرن التاسع عشر، نسبةً كبيرةً من العقارات في مايفير، لندن.
شاركت عائلة روتشيلد بشكل مباشر في استقلال البرازيل عن البرتغال في أوائل القرن التاسع عشر، مقابل دفع الحكومة البرازيلية تعويضًا ماليًا قدره مليوني جنيه إسترليني لمملكة البرتغال لقبولها استقلال البرازيل. وفي عام 1825، جمع ناثان روتشيلد 2.000.000 جنيه إسترليني، وشارك بالفعل في دفع هذا التعويض المالي بمبلغ 1.000.000 جنيه إسترليني في عام 1824.
تشمل الشركات الكبرى التي تعود إلى القرن التاسع عشر والتي تأسست من قبل عائلة روتشيلد ما يلي:
- مجموعة آر إس إيه للتأمين.
- شركة السكك الحديدية الشمالية.
- مجموعة ريو تينتو.[24]
- إيراميت (1880).
- إميريس (1880).
- دي بيرز (1888).

مولت الأسرة رئيس الوزراء سيسيل رودس في إنشاء مستعمرة رودسيا الجنوبية. سيطرت العائلة على شركة ريو تينتو للتعدين في أواخر الثمانينيات من القرن التاسع عشر.
اتصلت الحكومة اليابانية بعائلات لندن وباريس الثرية للحصول على تمويل خلال الحرب الروسية اليابانية. وبلغ إجمالي المبلغ المدفوع من قبل لندن في سندات الحرب اليابانية نحو 11.5 مليون جنيه إسترليني (أي ما يعادل 1.03 مليار جنيه إسترليني في 2012).
أصبح اسم روتشيلد مرادفًا لمفهومي المُغالاة والثروة العظيمة. وقد اشتهرت الأسرة بجمعها للأعمال الفنية وقصورها وأعمالها الخيرية. وبحلول نهاية القرن، كانت العائلة تمتلك بأدنى التقديرات، أكثر من 41 قصرًا، اتسمت هذه القصور برفاهية لا مثيل لها حتى عند أغنى العائلات المالكة. ادعى وزير الخزانة البريطاني لويد جورج، في عام 1909، أن ناثان، اللورد روتشيلد كان أقوى رجل في بريطانيا.
أُغلق منزل فرانكفورت أبوابه في عام 1901 بعد أكثر من قرن من العمل دون وريث له.  وفي عام 1989، عادت العائلة، عندما أنشأت شركة روتشيلد وشركاؤه بالإضافة إلى بنك روتشيلد إيه جي، مكتبًا مصرفيًا نيابيًا في فرانكفورت.

## الفرع البريطاني
تأسست عائلة روتشيلد المتخصصة بالأعمال المصرفية في المملكة المتحدة عام 1798 على يد ناثان ماير روتشيلد (1777-1836)، الذي استقر أولاً في مانشستر ثم انتقل إلى لندن. أسس ناثان ماير فون روتشيلد، الابن الثالث لماير أمشيل روتشيلد (1744-1812)، لأول مرة نشاطًا تجاريًا في مجال الغزل والنسيج في مانشستر ومن هناك استمر في إنشاء بنك إن إم روتشيلد وأولاده في لندن.[بحاجة لمصدر]
لعب بنك لندن التابع لعائلة روتشيلد خلال الجزء الأول من القرن التاسع عشر دورًا رائدًا في إدارة وتمويل الإعانات التي حولتها الحكومة البريطانية إلى حلفائها خلال الحروب النابليونية  من خلال إنشاء شبكة من الوكلاء، وتمكن البنك من توفير الأموال لجيوش آرثر ويلزلي في البرتغال وإسبانيا، وبالتالي تمويل الحروب. شكّل توفير التمويل المبتكر للمشاريع الحكومية دعامة أساسية لأعمال البنك في وقت لاحق من القرن.
استلم ناثان ماير الأكبر، نجل ليونيل دي روتشيلد (1808-1879)، إدارة فرع البنك في لندن. سيطر ليوبولد دي روتشيلد (1845–1917) على إرث رودس بعد وفاته في عام 1902 وساعد في إعداد مشروع رودس للمنح الدراسية في جامعة أكسفورد. وفي عام 1873، انضمت عائلة روتشيلد في فرنسا وشركة روتشيلد وشركاؤه في لندن إلى مستثمرين آخرين للحصول على مناجم النحاس ريو تينتو التابعة للحكومة الإسبانية. أعاد المُلاّك الجدد هيكلة الشركة وحوّلوها إلى عمل مربح. وبحلول عام 1905، بلغت حصة روتشيلد في ريو تينتو أكثر من 30%.  في عام 1887، أقرضت البنوك المصرفية الفرنسية والبريطانية روتشيلد الأموال واستثمرت في مناجم دي بيرز للألماس في جنوب أفريقيا، لتصبح لاحقًا أكبر مساهميها.
بقي بنك لندن المصرفي تحت إدارة ليونيل ناثان دي روتشيلد (1882-1942) وشقيقه أنتوني غوستاف دي روتشيلد (1887-1961)، ثم انتقلت الإدارة إلى السير إيفلين دي روتشيلد (مواليد 1931). وفي عام 2003، بعد تقاعد السير إيفلين كمدير لشركة روتشيلد وشركاؤه، اندمجت الشركات المالية البريطانية والفرنسية تحت إدارة ديفيد رينيه دي روتشيلد.

## شجرة العائلة

### المؤسس وأبناؤه
- ماير أمشيل روتشيلد (1744-1812)، صاحب بنك ومؤسس العائلة. متزوج في 1770 من غيرترود شنابر (1753-1849).
  - شونش جانيت روتشيلد (1771-1859)، متزوج في 1795 من بنيديكت موسس فورمس (1772-1824)، أصل فرع «فون فورمس» الغير حامل للقب العائلة.
  - أمشيل ماير روتشيلد (1773-1855)، صاحب بنك. متزوج في 1796 من إيفا هانو (1779-1848)، الممثل الوحيد لفرع «فرانكفورت»، وليس لديه أبناء.
  - سليمان ماير فون روتشيلد (1774-1855)، صاحب بنك. مؤسس فرع «فيينا».
  - ناثان ماير روتشيلد (1777-1836)، صاحب بنك. مؤسس فرع «لندن».
  - كارل ماير فون روتشيلد (1788-1855)، صاحب بنك. مؤسس فرع «نابولي».
  - هنريات روتشيلد (1791-1866)، متزوجة في 1815 من أبراهام مونتفيور (1788-1824)، وهو صاحب بنك. أصل فرع «مونتفيور» الغير حامل للقب العائلة، وغير ممثل هنا، جزئيا يتبع فرع «لندن».
  - جايمس ماير دو روتشيلد (1792-1868)، صاحب بنك. مؤسس فرع «باريس».

الآن لا يزال يوجد أبناء وأحفاد إلا لكل من فرع «فون فورمس» «ولندن» و«باريس».

### فرع «باريس»
- ماير أمشيل روتشيلد (1744-1812)، صاحب بنك ومؤسس العائلة. متزوج في 1770 من غيرترود شنابر (1753-1849).
  - جايمس ماير دو روتشيلد (1792-1868)، صاحب بنك. مؤسس فرع «باريس». متزوج في 1824 من بيتي سليمان روتشيلد (1805-1886).
    - شارلوت دو روتشيلد (1825-1899)، متزوجة في 1842 من ناتانيال دو روتشيلد (1812-1870) (أنظر فرع «لندن»).
    - ألفونس دو روتشيلد (1827-1905)، متزوج في 1857 من ليونورا فون روتشيلد (1837-1911) (أنظر فرع «لندن»).
      - بيتينا دو روتشيلد (1858-1892)، متزوجة في 1876 من سليمان ألبير دو روتشيلد[27] (1844-1911).
      - رونيه دو روتشيلد (1861-1861).
      - بياتريس دو روتشيلد[28] (1864-1934)، متزوجة في 1883 من موريس إفروسي (1849-1916).
      - إدوارد دو روتشيلد[29] (1868-1949)، متزوجة في 1905 من جيرمان دو روتشيلد (1849-1916).
        - ألفونس دو روتشيلد (1906-1911).
        - غي دو روتشيلد (1909-2007)، صاحب بنك ومالك إسطبل سباقات أحصنة. متزوج في 1937 من أليكس شاي فون كاروملا (1911-1982) (أنظر فرع «لندن») (غير حاملة للقب روتشيلد). ثم في 1957 مع ماري هيلين دو روتشيلد (1927-1996).
          - دافيد دو روتشيلد (1942-) تزوج في 1974 مع أولمبيا ألدوبرانديني (1855-).
            - لافينيا دو روتشيلد (1976-)
            - ستيفاني دو روتشيلد (1977-)
            - ألكسندر دو روتشيلد (1980-)
            - لويز دو روتشيلد (1989-)

          - إدوارد دو روتشيلد (1957-) تزوج في 1981 مع ماتيلد كوش دو لا فارتيه (1852-)، ثم في 1991 مع أريال ماري مالار (1963-).
            - فيردينان دو روتشيلد (?199-)
            - دافيد دو روتشيلد (1998-)
            - ألينيور دو روتشيلد (1998-)، أخت توأم لدافيد.

        - جاكلين دو روتشيلد[30] (1911-2012)، متزوجة في 1930 مع روبار كالمان ليفي (1899-1982). ثم في 1937 مع غريغور بياتيغورسكي (1903-1976).
          - جفتا بياتيغورسكي (1937-).
          - جورام بياتيغورسكي (1940-).

        - بتسابيه دو روتشيلد (1914-1999)، تزوج في 1948 مع دافيد بولمينغدال (1913-1954).

    - غوستاف دو روتشيلد (1829-1911) متزوج في 1859 مع سيسيل أنسباش (1840-1912).
      - زوي دو روتشيلد (1863-1916) متزوجة في 1882 مع ليون لامبار (1851-1919).
      - روبار دو روتشيلد (1880-1946) متزوج في 1907 مع غابريال بير (1886-1945).
        - ديان دو روتشيلد (1907-1996) متزوجة في 1932 حتى 1952 مع أناتول مولستاين (1889-1957).
          - هيلين سيسيل مولستاين (1936-2007) متزوجة في 1962 مع فرنسوا نوريسييه (1927-2011) رئيس أكاديمية أكاديمية غونكور.
          - إريك دو روتشيد (1962-).
            - إمريك دو روتشيلد(1995-).

        - ألان دو روتشيلد (1910-1982).
          - بياتريس دو روتشيلد متزوجة في 1981 مع بيار روزنبرغ (1936-) رئيس مدير متحف اللوفر وعضو أكاديمية اللغة الفرنسية.

        - إيلي دو روتشيلد (1917-2007).
          - ناتانيال دو روتشيلد (1946-)
            - رافائيل دو روتشيلد (1976-2000).

    - سليمان دو روتشيلد (1935-1964) تزوج في 1862 أدلهايد (أدال) فون روتشيلد (1843-1922) (أنظر فرع «نابولي»).
      - هيلين دو روتشيلد (1863-1947) تزوجت في 1887 مع إتيان فان زويلين فان نيفلت دو هار (1860-1934).
        - إغمونت فان زويلين فان نيفلت دو هار (1890-1960) تزوج في 1927 مع مارغريت ناميتالا (?-1996).
          - ماري هيلين دو روتشيلد (1927-1996) تزوجت في 1957 مع غي دو روتشيلد (1909-2007) (أنظر قليلا في الأعلى في فرع «باريس»).

    - إدموند جيمس دي روتشيلد (1845-1934) تزوج في 1877 أدلهايد فون روتشيلد (1853-1935) (أنظر فرع «نابولي»).
      - جايمس أرمون دو روتشيلد (1878-1957) مجنس بريطاني في 1919 ونائب في البرلمان البريطاني (1929-1945). تزوج في 1913 مع دوروتي دو روتشيلد (1895-1988).
      - موريس دو روتشيلد (1881-1957) نائب وعضو مجلس الشيوخ الفرنسي، تزوج في 1909 مع ناويمي دو روتشيلد (1888-1968).
        - إدموند أدولف دو روتشيلد (1926-1997)، صاحب بنك. تزوج في 1963 مع نادين دو روتشيلد (1932-).
          - بنجامان دو روتشيلد (1963-) رئيس مجموعة إدموند دو روتشيلد. تزوج في 1999 مع أريان دو روتشيلد (1965-).

      - ميريام ألكسندرين دو روتشيلد (1884-1965).

## إقامة الدولة اليهودية في فلسطين
تبنت عائلة روتشيلد فكرة إقامة دولة يهودية في فلسطين لسببين:
أولاً: هجرة مجموعات كبيرة من اليهود إلى أوروبا، وهذه المجموعات رفضت الاندماج في مجتمعاتها الجديدة، وبالتالي بدأت تتولد مجموعة من المشاكل تجاههم، فكان لا بد من حل لدفع هذه المجموعات بعيدا عن مناطق المصالح الاستثمارية لبيت روتشيلد.
ثانياً: ظهور التقرير النهائي لمؤتمرات الدول الاستعمارية الكبرى في عام 1907 م، والمعروف باسم تقرير بانرمان –وهو رئيس وزراء بريطانيا حينئذ- الذي يقرر أن منطقة شمال أفريقيا وشرق البحر المتوسط هي الوريث المحتمل للحضارة الحديثة.

## التدخل في السياسة واستصدار وعد بلفور
كان «ليونيل روتشيلد» (1868-1937 م) هو المسؤول عن فروع إنجلترا، وزعيم الطائفة اليهودية في إنجلترا وتقرب إليه كل من حاييم وايزمان - عضو منظمة وعصابة الهاجاناه وأول رئيس لإسرائيل فيما بعد- وناحوم سوكولوف ونجحا في إقناعه في السعي لدى حكومة بريطانيا لمساعدة اليهود في بناء وطن قومي لهم في فلسطين، ولم يتردد ليونيل بل سعى بالإضافة لاستصدار وعد بلفور إلى إنشاء فيلق يهودي داخل الجيش البريطاني خلال الحرب العالمية الأولى، وقام «جيمس أرماند روتشيلد» (1878-1957 م) بجمع المتطوعين له ثم تولى رئاسة هيئة الهجرة إلى فلسطين والتي تسمي بالوكالة اليهودية وتولّى والده تمويل المشاريع الاقتصادية في فلسطين ومنها مبنى الكنيست الإسرائيلي الحالي في القدس.تم إصدار وعد بلفور بعد تقديم عائله روتشيلد مساعدة مالية ضخمة لبريطانيا التي كانت على وشك اعلان هزيمتها على يد الالمان وكذلك اثرت على الحكومات الأوربية بشكل عام.

## تمويل هجرة اليهود إلى فلسطين
كان «إدموند روتشيلد» (1845-1934 م) -رئيس الفرع الفرنسي- من أكبر الممولين للهجرة اليهودية إلى فلسطين، فقام بتمويلها وحمايتها سواء سياسياً أو عسكرياً، ثم تولى حفيده -ويسمى على اسمه «إدموند روتشيلد» (من مواليد 1926 م)- رئاسة لجنة التضامن مع إسرائيل عام 1967 م، وقدّم استثمارات ضخمة لإسرائيل خلال فترة الخمسينيات والستينيات.